# Slave New World
Slave New World è un singolo del gruppo musicale brasiliano Sepultura, il terzo estratto dal loro quinto album in studio Chaos A.D., pubblicato il 25 maggio 1994 dalla Roadrunner Records.

## Descrizione
Il titolo del brano fa riferimento al romanzo distopico di Aldous Huxley Brave New World, mentre il testo, scritto da Max Cavalera insieme al cantante dei Biohazard Evan Seinfeld, è una protesta contro la censura e lo schiavismo. Nel 2010 la cover del brano a opera del gruppo musicale statunitense Trivium è stata pubblicata dalla Roadrunner nel doppio singolo Shattering the Skies Above/Slave New World. Nel 2020 i Sepultura pubblicano su YouTube una nuova versione del brano con il cantante Derrick Green e il batterista Eloy Casagrande nella formazione e la partecipazione vocale di Matt Heafy dei Trivium. Questa versione viene successivamente inclusa nell'album dei Sepultura SepulQuarta.

## Video musicale
Nel video ufficiale del brano vengono alternate scene del gruppo che suona alle pendici di un vulcano ad altre dove vengono mostrate persone marchiate con codici a barre e lasciate in condizioni inumane.

## Tracce
CD 1, vinile 10"/12", musicassetta 1 (Europa)
1. Slave New World – 2:54 (testo: M. Cavalera, Seinfeld – musica: Sepultura)
2. Crucificados Pelo Sistema – 1:02 (Gordo, Jába, Jão) – cover dei Ratos de Porão
3. Drug Me – 1:52 (Biafra) – cover dei Dead Kennedys
4. Orgasmatron (Live) – 4:13 (Kilmister, Burston, Gill, Campbell) – cover dei Motörhead

CD 2 (Europa)
1. Slave New World – 2:54 (testo: M. Cavalera, Seinfeld – musica: Sepultura)
2. Desperate Cry (Live) – 6:12 (testo: Kisser – musica: Sepultura)

CD (Giappone)
1. Slave New World – 2:54 (testo: M. Cavalera, Seinfeld – musica: Sepultura)
2. Crucificados Pelo Sistema – 1:02 (Gordo, Jába, Jão) – cover dei Ratos de Porão
3. Drug Me – 1:52 (Biafra) – cover dei Dead Kennedys
4. Orgasmatron (Live) – 4:13 (Kilmister, Burston, Gill, Campbell) – cover dei Motörhead
5. Inhuman Nature – 3:12 (Martinez)

Musicassetta 2 (Sud America, Asia)
Lato A
1. Slave New World – 2:54 (testo: M. Cavalera, Seinfeld)
2. Crucificados Pelo Sistema – 1:02 (Gordo, Jába, Jão) – cover dei Ratos de Porão
3. Inhuman Nature – 3:12 (Martinez)
4. Drug Me – 1:52 (Biafra) – cover dei Dead Kennedys
5. Dead Embryonic Cells (Live) – 4:36 (Sepultura)

Lato B
1. Orgasmatron (Live) – 4:13 (Kilmister, Burston, Gill, Campbell) – cover dei Motörhead
2. Desperate Cry (Live) – 6:12 (testo: Kisser – musica: Sepultura)

## Formazione
- Max Cavalera - voce, chitarra
- Andreas Kisser - chitarra
- Paulo Jr. - basso
- Igor Cavalera - batteria, percussioni